# 中谷ゆみ
中谷 ゆみ（なかたに ゆみ、1950年6月7日 - ）は、日本の女性声優である。東京都千代田区出身。

## 経歴
清泉女子大学卒業。
東京アナウンスアカデミー卒。
かつてはTTC、青二プロダクションに所属していた。
芝居が好きだったことから声優を志す。

## 人物
声種は「甘くて冷たい、シャーベットのようなメゾソプラノ」。
特技はスキー、料理。

## 出演

### テレビアニメ
1974年
- アルプスの少女ハイジ
- グレートマジンガー（1974年 - 1975年、ジュン）

1975年
- はじめ人間ギャートルズ
- ラ・セーヌの星（フランソワ）

1976年
- キャンディ・キャンディ（イライザ・ラガン）
- 超電磁ロボ コン・バトラーV
- 一休さん (テレビアニメ)

1977年
- あしたへアタック!（かな子）
- 家なき子（女）
- ジェッターマルス（ユミ、ヒロ子）
- 大空魔竜ガイキング（カレン）
- 超合体魔術ロボ ギンガイザー（リエ）
- まんが日本絵巻（少年期の木曽義仲）

1978年
- 宇宙海賊キャプテンハーロック（1978年 - 1979年、ヒステリアス、司令アレルギアス、アキアス、ダイネス 他）
- SF西遊記スタージンガー / II（1978年 - 1979年、王妃、フレリヤ） - 2シリーズ
- キャプテン・フューチャー（秘書アニー、母親、シリア姫）
- ペリーヌ物語
- 魔女っ子チックル（マリ、男の子）
- 無敵鋼人ダイターン3（赤ちゃん、ソルジャーA、女ソルジャーA）
- 野球狂の詩（1978年 - 1979年、岩田塁子）

1979年
- 赤毛のアン（メアリー・ジョー）
- 宇宙空母ブルーノア（ファラ）
- 機動戦士ガンダム（ハモン）
- こぐまのミーシャ（1979年 - 1980年、山ネコのママ、ネコスキー夫人、ニャーゴの母 他）
- サイボーグ009（ララ）
- ジャン・バルジャン物語
- ドラえもん
- 花の子ルンルン（マリア、アンナ）

1980年
- 宇宙戦艦ヤマトIII（山上トモ子）
- 銀河鉄道999（1980年 - 1981年、歯医者、メルーサ、侍女、ミーツ、生命体B）
- トム・ソーヤーの冒険（ジェフ、サッチャー夫人）
- 伝説巨神イデオン（シラク、メバルル）
- 魔法少女ララベル

1981年
- タイガーマスク二世（リタ）
- 太陽の牙ダグラム（オリザ）
- Dr.スランプ アラレちゃん（空豆まめ）
- ワンワン三銃士（公爵夫人）

1982年
- 怪物くん（ミカのママ）
- パタリロ!
- フクちゃん

1983年
- 銀河疾風サスライガー（アシスタント）
- 光速電神アルベガス（霧子）
- プラレス3四郎（パティ）

1984年
- 宗谷物語（娘）
- とんがり帽子のメモル（舎監、モニカのお母さん）
- 夢戦士ウイングマン（正和の母、妻）

1985年
- 蒼き流星SPTレイズナー（マーカス）
- Gu-Guガンモ（秘書）
- はーいステップジュン（高田たまこ）
- 北斗の拳（ユウの母）

1986年
- ゲゲゲの鬼太郎（第3作）（1986年 - 1987年、ぶるぶる、徹、ライオン稲子、友彦の母）
- メイプルタウン物語（マリア・カレト、シンディ・ストラウス）

1987年
- エスパー魔美（細矢夫人、友子の母）
- 新メイプルタウン物語 パームタウン編（リン、シモーヌ）

1988年
- 美味しんぼ（妊婦）
- 小公子セディ（メリー）

1990年
- 魔法使いサリー（ひかるの母）

1991年
- おちゃめなふたご クレア学院物語（ケネディ先生）

1995年
- アニメ世界の童話（シンデレラの継母）

1996年
- ガンバリスト!駿（光太郎の母）

1998年
- ヴァイスクロイツ（榊しず華）

2000年
- 名探偵コナン（2000年 - 2005年、小宮山敦子、権藤系子、設楽絢音）

2001年
- PROJECT ARMS（李春香）

2004年
- 火の鳥 黎明編（ウズメ）

2005年
- ケロロ軍曹（スワロワ人、オババ）

2007年
- レ・ミゼラブル 少女コゼット（管理人）

### OVA
- 機動戦士ガンダム 第08MS小隊（1996年、女）

### 劇場アニメ
1975年
- グレートマジンガー対ゲッターロボ（ジュン）
- グレートマジンガー対ゲッターロボG 空中大激突（ジュン）

1976年
- グレンダイザー ゲッターロボG グレートマジンガー 決戦! 大海獣（炎ジュン）

1980年
- 地球へ…（看護婦）
- 花の子ルンルン こんにちわ桜の国（岡野みどり）
- ヤマトよ永遠に（サーダ）

1981年
- 機動戦士ガンダム I / II（ハモン） - 2作品
- Dr.スランプ アラレちゃん ハロー!不思議島（少女）
- 夏への扉（街の娘B）

1982年
- 伝説巨神イデオン 接触篇 / 発動篇（シラク、エミリア） - 2作品
- 浮浪雲（芸者）

1984年
- 綿の国星（ホステス）

1985年
- とんがり帽子のメモル（舎督）

2000年
- 機動戦士ガンダム 特別版（クラウレ・ハモン）
- 機動戦士ガンダムII 哀・戦士編 特別版（クラウレ・ハモン）

### ゲーム
1992年
- スーパーシュヴァルツシルト2（キャサリン・オーウェン / キャシー）

1993年
- CAL II / III（1993年 - 1994年、アイオーン） - 2作品

1994年
- TEAM INNOCENT -The Point of No Return-（リリス）
- モンスターメーカー 闇の竜騎士（ガーラ）

1997年
- スーパーロボット大戦F / F完結編（1997年 - 1998年、炎ジュン、メリー・キング） - 2作品
- 天外魔境 第四の黙示録（芸者ロボ）

1998年
- SDガンダム GGENERATION（1998年 - 2016年、クラウレ・ハモン） - 8作品
- 機動戦士ガンダム ギレンの野望（1998年 - 2000年、クラウレ・ハモン） - 2作品
- ブラックマトリクス（1998年 - 2000年） - 3作品

1999年
- スーパーロボット大戦コンプリートボックス（炎ジュン、メリー・キング、胡蝶鬼、クラウレ・ハモン）

2000年
- 機動戦士ガンダム（クラウレ・ハモン）
- スーパーロボット大戦α / for Dreamcast（2000年 - 2001年、炎ジュン、メリー・キング、クラウレ・ハモン） - 2作品

2001年
- スーパーロボット大戦α外伝（炎ジュン）

2002年
- 機動戦士ガンダム ギレンの野望 ジオン独立戦争記（クラウレ・ハモン）
- スーパーロボット大戦IMPACT（炎ジュン）

2003年
- 仮面ライダー 正義の系譜（蜂女、コンピュータアナウンス）
- 第2次スーパーロボット大戦α（炎ジュン）

2004年
- スーパーロボット大戦MX / ポータブル（2004年 - 2005年、炎ジュン） - 2作品

2005年
- 宇宙戦艦ヤマト 二重銀河の崩壊（サーダ）
- 第3次スーパーロボット大戦α 終焉の銀河へ（炎ジュン）

2008年
- スーパーロボット大戦A PORTABLE（炎ジュン、メリー・キング、胡蝶鬼）
- スーパーロボット大戦Z（炎ジュン）

2009年
- スーパーロボット大戦NEO（炎ジュン）

2013年
- スーパーロボット大戦Operation Extend（クラウレ・ハモン）

### ラジオ
- ラジオドラマ青山二丁目劇場より『籐子の恋』（錦ふじ子）

### 人形劇
- きかんしゃトーマス（ヘンリエッタ、デイジー、キンドリー夫人、駅長の奥さん、子供たち〈女の子〉）※フジテレビ版

### ドラマCD
- 電撃CD文庫ベストゲームコレクション SAMURAI SPIRITS・第1巻（シャルロット）※第2巻から冬馬由美に交代

### ナレーション
- ピカルの定理（4thシーズンのコント『なおちゃん』ナレーター）
- 大塚食品 ボンカレーGOLD（CMのナレーション、場内アナウンスの声、1978年）